# Katzenspottdrossel

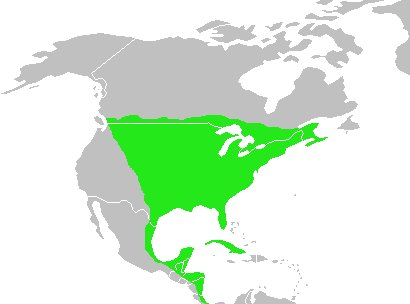

Die Katzenspottdrossel (Dumetella carolinensis), traditionell kurz Katzendrossel, manchmal auch Katzenvogel genannt, ist ein häufiger nordamerikanischer Singvogel aus der Familie der Spottdrosseln (Mimidae). Sie ist der einzige Vertreter der Gattung Dumetella. Die IUCN stuft die Art als zurzeit (2018) nicht gefährdet (least concern) ein.

## Merkmale
Die 21 bis 24 cm lange Katzenspottdrossel hat kurze gerundete Flügel und einen langen gerundeten Schwanz. Das Gefieder ist schiefergrau mit schwarzer Kappe und einem schwarzen Schwanz, der unterseits kastanienbraune Partien aufweist. Der kurze Schnabel ist schwarz, wie auch die Augen, Beine und Füße. Die östlichen Populationen sind dunkler gefärbt als die westlichen. Beide Geschlechter sehen sich ähnlich.
Der Vogel ahmt die Rufe anderer Singvögel nach und hat auch ein „Miauen“ als Lautäußerung.

## Vorkommen
Die Katzenspottdrossel brütet in Kanada in British Columbia, Alberta, Saskatchewan und Manitoba; in den USA von Oregon bis nach New Mexico und im Osten bis an die Küste. Sie überwintert im Südosten der USA, in Mexiko entlang der Ostküste und auf karibischen Inseln.
Der Vogel lebt in dichten Büschen, an Waldrändern, in Waldlichtungen, auf aufgegebenem Farmland und an Flüssen und meidet Gegenden mit zu vielen Nadelbäumen.

## Verhalten
Die Katzenspottdrossel ist tagaktiv, sie lebt versteckt im Gebüsch. Gewöhnlich fliegt sie bodennah und nur kurze Distanzen von Ast zu Ast, dabei meidet sie Flüge über offenes Gebiet.
Der Vogel sucht am Boden seine aus Insekten, Samen und Beeren bestehende Nahrung.

## Fortpflanzung
Die Brutsaison dauert von April bis in den frühen August. In dieser Zeit brütet der monogame Vogel gewöhnlich zweimal.
Das Nest wird im Gebüsch oder im niedrigen Dickicht aus Zweigen, manchmal auch mit Papierfetzen, gebaut.
Das Gelege besteht meist aus zwei bis fünf hellblauen Eiern. Das Weibchen bebrütet diese rund zwei Wochen lang allein.
Beide Elternvögel hudern die Küken und füttern sie mit kleinen Wirbellosen.
Mit 10 bis 11 Tagen werden die Jungvögel flügge, nach weiteren 12 Tagen selbständig und mit einem Jahr geschlechtsreif.
Häufig legt der Braunkopf-Kuhstärling seine Eier dazu, doch in der Regel erkennt die Katzenspottdrossel ihre eigenen Eier und entfernt die fremden. Ersetzt der Braunkopf-Kuhstärling die herausgeworfenen Eier jedoch rasch, ist die Katzenspottdrossel so verwirrt, dass sie die fremden Eier als ihre eigenen betrachtet und die eigenen Eier aus dem Nest wirft. Dies kommt allerdings nur selten vor.